# 1. A slovenska košarkarska liga 2012-2013
La 1. A slovenska košarkarska liga 2012-2013 è stata la 22ª edizione del massimo campionato sloveno di pallacanestro maschile. La vittoria finale è stata ad appannaggio dello Krka Novo Mesto.

## Regular season
|     | Squadra               | G  | V  | P  | Pt. | PF   | PS   | Qualificazione      |
| --- | --------------------- | -- | -- | -- | --- | ---- | ---- | ------------------- |
| 1.  | Zlatorog Laško        | 18 | 13 | 5  | 31  | 1384 | 1326 | poule scudetto      |
| 2.  | Maribor Messer        | 18 | 12 | 6  | 30  | 1418 | 1309 | poule scudetto      |
| 3.  | Helios Domžale        | 18 | 12 | 6  | 30  | 1343 | 1255 | poule scudetto      |
| 4.  | Tajfun                | 18 | 12 | 6  | 30  | 1445 | 1375 | poule scudetto      |
| 5.  | Rogaška Crystal       | 18 | 11 | 7  | 29  | 1215 | 1234 | poule retrocessione |
| 6.  | Elektra Šoštanj       | 18 | 8  | 10 | 26  | 1248 | 1224 | poule retrocessione |
| 7.  | Slovan Ljubljana      | 18 | 6  | 12 | 24  | 1321 | 1347 | poule retrocessione |
| 8.  | LTH Castings Mercator | 18 | 6  | 12 | 24  | 1322 | 1402 | poule retrocessione |
| 9.  | Hopsi Polzela         | 18 | 6  | 12 | 24  | 1287 | 1390 | poule retrocessione |
| 10. | Grosuplje             | 18 | 4  | 14 | 22  | 1295 | 1416 | poule retrocessione |

## Seconda fase

### Poule scudetto
|    | Squadra         | G  | V | P | Pt. | PF  | PA  | Qualificazione |
| -- | --------------- | -- | - | - | --- | --- | --- | -------------- |
| 1. | Krka Novo Mesto | 10 | 9 | 1 | 19  | 784 | 669 | playoffs       |
| 2. | Union Olimpija  | 10 | 7 | 3 | 17  | 758 | 674 | playoffs       |
| 3. | Maribor Messer  | 10 | 5 | 5 | 15  | 724 | 743 | playoffs       |
| 4. | Zlatorog Laško  | 10 | 3 | 7 | 13  | 753 | 799 | playoffs       |
| 5  | Helios Domžale  | 10 | 3 | 7 | 13  | 664 | 715 |                |
| 6  | Tajfun          | 10 | 3 | 7 | 13  | 691 | 774 |                |

### Poule retrocessione
|    | Squadra               | G  | V  | P  | Pt. | PF   | PA   | Qualificazione         |
| -- | --------------------- | -- | -- | -- | --- | ---- | ---- | ---------------------- |
| 1. | Rogaška Crystal       | 28 | 17 | 11 | 45  | 1960 | 1958 |                        |
| 2. | Hopsi Polzela         | 28 | 13 | 15 | 41  | 2132 | 2169 |                        |
| 3. | Slovan Ljubljana      | 28 | 12 | 16 | 40  | 2059 | 2067 |                        |
| 4. | Elektra Šoštanj       | 28 | 12 | 16 | 40  | 1992 | 2005 |                        |
| 5. | Grosuplje             | 28 | 10 | 18 | 38  | 1969 | 2086 |                        |
| 6. | LTH Castings Mercator | 28 | 7  | 21 | 35  | 1999 | 2151 | retrocessa in 2. B SKL |

## Playoffs
|  | Semifinali | Semifinali       | Semifinali       |                  |                 | Finale          | Finale | Finale |  |
|  |            |                  |                  |                  |                 |                 |        |        |  |
|  | 1          | Krka Novo mesto  | 2                |                  |                 |                 |        |        |  |
|  | 1          | Krka Novo mesto  | 2                |                  |                 |                 |        |        |  |
|  | 4          | Zlatorog Laško   | 0                |                  |                 |                 |        |        |  |
|  | 4          | Zlatorog Laško   | 0                |                  | Krka Novo mesto | Krka Novo mesto | 3      |        |  |
|  |            |                  |                  |                  | Krka Novo mesto | Krka Novo mesto | 3      |        |  |
|  |            |                  | Olimpija Lubiana | Olimpija Lubiana | 1               |                 |        |        |  |
|  | 2          | Olimpija Lubiana | Olimpija Lubiana | Olimpija Lubiana | 1               | 2               |        |        |  |
|  | 2          | Olimpija Lubiana |                  |                  |                 |                 |        |        |  |
|  | 3          | Maribor          | 0                |                  |                 |                 |        |        |  |

| 1. A slovenska košarkarska liga 2012-2013 |
| ----------------------------------------- |
| Krka Novo Mesto 6º titolo                 |

## Squadra vincitrice
| N° | Naz.                   | Ruolo | Sportivo        |      | Alt. |  |
| -- | ---------------------- | ----- | --------------- | ---- | ---- |  |
| 4  | Slovenia (bandiera)    | AP    | Domen Lorbek    | 1985 | 198  |  |
| 5  | Croazia (bandiera)     | P     | Jakov Vladović  | 1983 | 187  |  |
| 6  | Slovenia (bandiera)    | P     | Matej Rojc      | 1993 | 198  |  |
| 7  | Croazia (bandiera)     | C     | Jure Lalić      | 1986 | 210  |  |
| 8  | Slovenia (bandiera)    | AG    | Matjaž Smodiš   | 1979 | 205  |  |
| 9  | Slovenia (bandiera)    | C     | Smiljan Pavič   | 1980 | 210  |  |
| 11 | Serbia (bandiera)      | AG    | Uroš Lučić      | 1983 | 206  |  |
| 12 | Slovenia (bandiera)    | AP    | Marko Pajić     | 1992 | 204  |  |
| 15 | Slovenia (bandiera)    | C     | Tomaž Bolčina   | 1994 | 206  |  |
| 24 | Slovenia (bandiera)    | G     | Jaka Klobučar   | 1987 | 198  |  |
| 32 | Stati Uniti (bandiera) | P     | Jerime Anderson | 1989 | 187  |  |
| 33 | Slovenia (bandiera)    | A     | Edo Murić       | 1991 | 202  |  |
|    | Slovenia (bandiera)    | All.  | Gašper Potočnik |      |      |  |